# سالی دکستر
سالی دکستر (انگلیسی: Sally Dexter؛ زادهٔ ۱۵ آوریل ۱۹۶۰) بازیگر اهل بریتانیا است. وی از سال ۱۹۸۹ میلادی تاکنون مشغول فعالیت بوده‌است.
وی دانش‌آموختهٔ آکادمی موسیقی و هنرهای نمایشی لندن است که در تئاتر وست اند فعالیت داشت و در سال ۱۹۸۷ برندهٔ جایزه لارنس الیویه شد.
از فیلم‌ها یا مجموعه‌های تلویزیونی که وی در آن‌ها نقش داشته‌است، می‌توان به اندکی فراست، شوکرتاون، پدر براون، محاکمه و مجازات و پولدارک اشاره نمود.